# KAF Spartak
Il KAF Spartak (che gioca come Spartak Moskva) è una squadra di football americano di Mosca, in Russia, fondata nel 2019. Ha vinto un Black Bowl.
Fa parte della polisportiva Spartak Moskva.

## Dettaglio stagioni

### Tornei nazionali

#### Campionato

##### Eastern European Superleague
| Stagione | regular season | regular season | regular season | regular season | regular season | regular season | playoff | playoff | playoff | playoff | playoff | playoff      | playoff                   |
|          | Vin            | Par            | Per            | Tot            | PF             | PS             | Vin     | Per     | Tot     | PF      | PS      | risultato    | avversaria                |
| -------- | -------------- | -------------- | -------------- | -------------- | -------------- | -------------- | ------- | ------- | ------- | ------- | ------- | ------------ | ------------------------- |
| 2021     | 2              | 0              | 3              | 5              | 78             | 111            | 1       | 1       | 2       | 13      | 60      | Terzo posto  | Sankt Petersburg Griffins |
| 2022     | 3              | 0              | 2              | 5              | 90             | 74             | 1       | 1       | 2       | 24      | 47      | Russkij Bowl | Moscow Spartans           |
| Totale   | 5              | 0              | 5              | 10             | 168            | 185            | 2       | 2       | 4       | 37      | 107     |              |                           |

Fonti: Enciclopedia del Football - A cura di Roberto Mezzetti

#### Coppa
| Stagione | regular season | regular season | regular season | regular season | regular season | regular season | playoff | playoff | playoff | playoff | playoff | playoff   | playoff                   |
|          | Vin            | Par            | Per            | Tot            | PF             | PS             | Vin     | Per     | Tot     | PF      | PS      | risultato | avversaria                |
| -------- | -------------- | -------------- | -------------- | -------------- | -------------- | -------------- | ------- | ------- | ------- | ------- | ------- | --------- | ------------------------- |
| 2020     | 0              | 0              | 2              | 2              | 28             | 103            | 1       | 1       | 2       | 27      | 39      | Finale    | Sankt Petersburg Griffins |
| Totale   | 0              | 0              | 2              | 2              | 28             | 103            | 1       | 1       | 2       | 27      | 39      |           |                           |

Fonti: Enciclopedia del Football - A cura di Roberto Mezzetti

### Tornei locali

#### Black Bowl
| Stagione | regular season | regular season | regular season | regular season | regular season | regular season | playoff | playoff | playoff | playoff | playoff | playoff   | playoff                       |
|          | Vin            | Par            | Per            | Tot            | PF             | PS             | Vin     | Per     | Tot     | PF      | PS      | risultato | avversaria                    |
| -------- | -------------- | -------------- | -------------- | -------------- | -------------- | -------------- | ------- | ------- | ------- | ------- | ------- | --------- | ----------------------------- |
| 2019     | 6              | 0              | 0              | 6              | 240            | 68             | 2       | 0       | 2       | 50      | 6       | Campioni  | Petrozavodsk Karelian Gunners |
| Totale   | 6              | 0              | 0              | 6              | 240            | 68             | 2       | 0       | 2       | 50      | 6       |           |                               |

Fonti: Enciclopedia del Football - A cura di Roberto Mezzetti

### Riepilogo fasi finali disputate
| Anno             | Luogo    | Evento                              | Fase del torneo      | Incontro                                    | Risultato |
| 6 ottobre 2019   | Mosca    | Black Bowl                          | Finale               | KAF Spartak - Petrozavodsk Karelian Gunners | 14 - 6    |
| 25 ottobre 2020  | Ščedrino | EESL Vysšaja Liga (Coppa di Russia) | Finale               | Sankt Petersburg Griffins - Spartak Moskva  | 25 - 6    |
| 1º agosto 2021   | Korolëv  | EESL                                | Finale 3º - 4º posto | Sankt Petersburg Griffins - Spartak Moskva  | 12 - 13   |
| 20 novembre 2022 | Mosca    | EESL                                | Finale               | Moscow Spartans - Spartak Moskva            | 34 - 0    |

## Palmarès
- 1 Black Bowl (2019)